# Rubén Galván
Rubén Galván (Comandante Fontana, 7 april 1952 – Avellaneda, 14 maart 2018) was een Argentijns voetballer die als middenvelder speelde. Hij werd in 1978 wereldkampioen met het Argentijns voetbalelftal.

## Carrière
Galván speelde bijna zijn hele loopbaan voor Independiente. Met de club won hij de Copa Libertadores in 1972, 1973, 1974 en 1975. Ook won hij de Intercontinental Cup 1973 en in 1977 en 1978 het Torneo Nacional van het landskampioenschap van Argentinië. Na een korte periode bij Estudiantes in het seizoen 1980, beëindigde Galván op 27-jarige leeftijd zijn loopbaan.
Hij kwam driemaal uit voor het Argentijns voetbalelftal en maakte deel uit van de selectie op het gewonnen wereldkampioenschap voetbal 1978 waar hij echter niet in actie kwam.